# Karrin Allyson
Karrin Allyson (teljes nevén: Karrin Allyson Schoonover) (Great Bend, Kansas, 1963. július 27. –) amerikai dzsesszénekesnő, zongorista, zeneszerző.
Már ötször jelölték Grammy-díjra.
A hölgy nemcsak a hallójáratunkat és lelkünket simogatja, hanem a szemünknek is megnyugtató látvány. Egy csinos énekesnő, nőies hanggal és tökéletes intonációval.

## Pályakép
1990-ben Great Bendből a nagyvárosba, Kansas Citybe költözött. 1987-ben diplomázott a Nebraskai Egyetemen klasszikus zongoristaként. A kilencvenes években befutott New Yorkban kiérlelt, elegáns előadásával. 1992-ben rögzítette első albumát. A következő lemezén a brazil zene, a blues, a bebop, a scat és dzsessz-balladák, valamint a slow rock dalok vannak.
A dzsessz-sztenderdektől a francia sanzonokon át a popzenéig bármit kiemelkedő zenei tudással ad elő.
Az első lemeze a Concord kiadó gondozásában jelent meg.

## Lemezek
- 1992: I Didn't Know About You
- 1994: Sweet Home Cookin'
- 1995: Azure-Té
- 1996: Collage
- 1996: Daydream
- 1999: From Paris To Rio
- 2001: Ballads: in memoriam John Coltrane
- 2002: In Blue
- 2004: Wild For You
- 2006: Footprints
- 2008: Imagina: Songs of Brasil
- 2009: By Request: The Best of Karrin Allyson (válogatás)
- 2011: Round Midnight
- 2013: Yuletide Hideaway
- 2015: NYC Sessions (km.: Dave Bass és Phil Woods)
- 2015: Many a New Day
- 2018: Some of that Sunshine
- 2019: Shoulder on Shoulder

## Díjak
- Grammy-díj – jelölések (2001, 2006, 2008, 2011, 2015, 2018)